# بیست و دومین مراسم جایزه انجمن بازیگران فیلم
بیست و دومین مراسم جایزه انجمن بازیگران فیلم (به انگلیسی: 22nd Screen Actors Guild Awards) در ۳۰ ژانویه ۲۰۱۶ برای تجلیل از بهترین دستاوردهای اجرای سینما و تلویزیون در سال ۲۰۱۵، در شراین ادیتوریوم در لس آنجلس، کالیفرنیا برگزار شد. این مراسم در ساعت ۸ بعد از ظهر (EST)، از شبکه‌های تی‌ان‌تی و تی‌بی‌اس پخش شد. فهرست نامزدها در ۹ دسامبر ۲۰۱۵ اعلام شد.
در ۲۰ ژوئیه ۲۰۱۵، کارول برنت به‌عنوان برنده جایزهٔ افتخاری یک عمر دستاورد هنری انجمن بازیگران فیلم اعلام شد.
در نمایش زنده فرش قرمز اعلام شد که مکس دیوانه: جاده خشم جایزه اجرای برجسته گروه شیرین‌کاری در یک فیلم سینمایی و بازی تاج‌وتخت جایزه اجرای برجسته گروه شیرین‌کاری در یک مجموعه تلویزیونی را دریافت کرده‌بودند.

## برندگان و نامزدها
برندگان در ابتدا و به‌صورت پررنگ آورده شده‌اند:

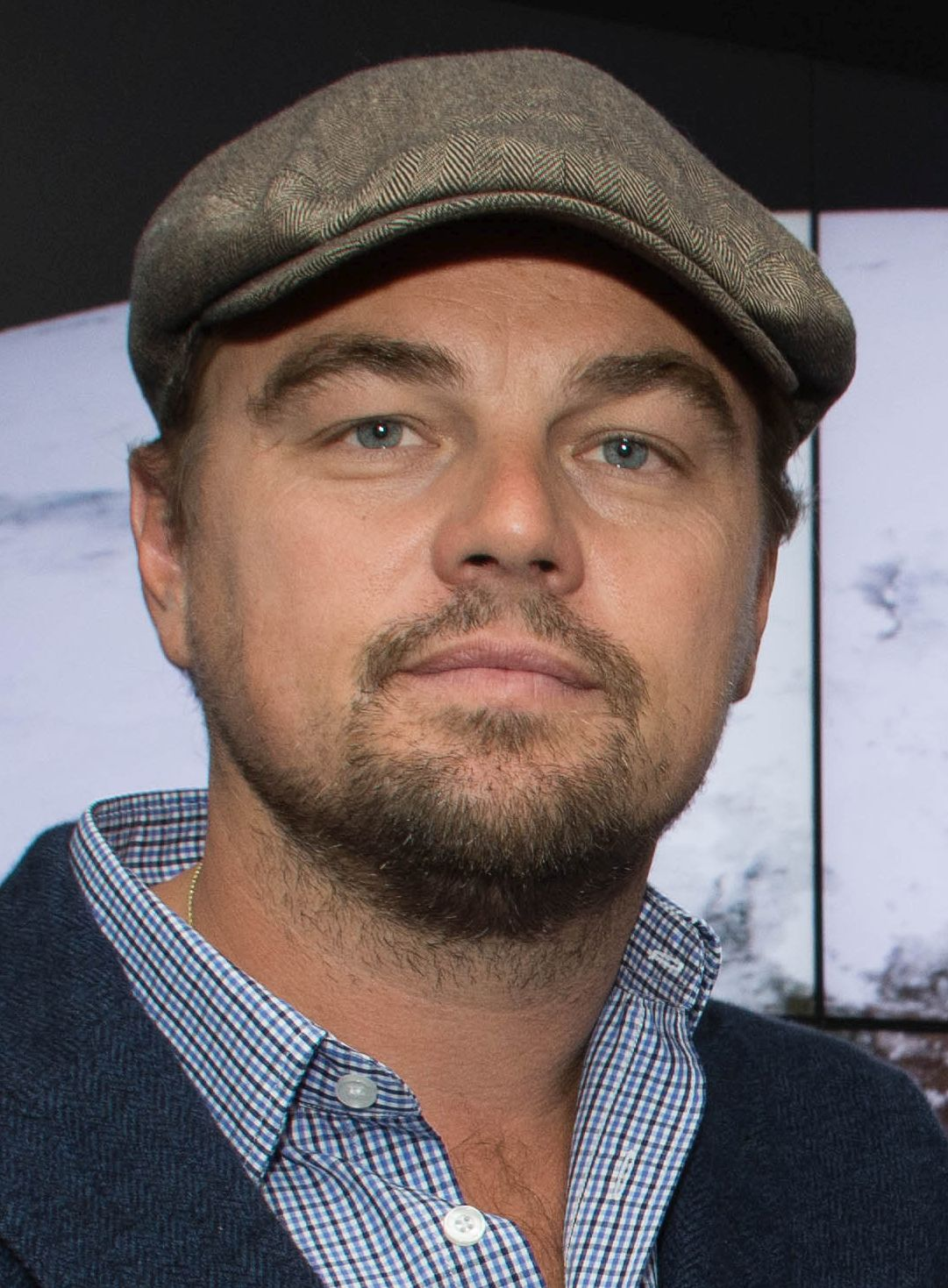
لئوناردو دی‌کاپریو، برنده اجرای برجسته بازیگر مرد در نقش اصلی

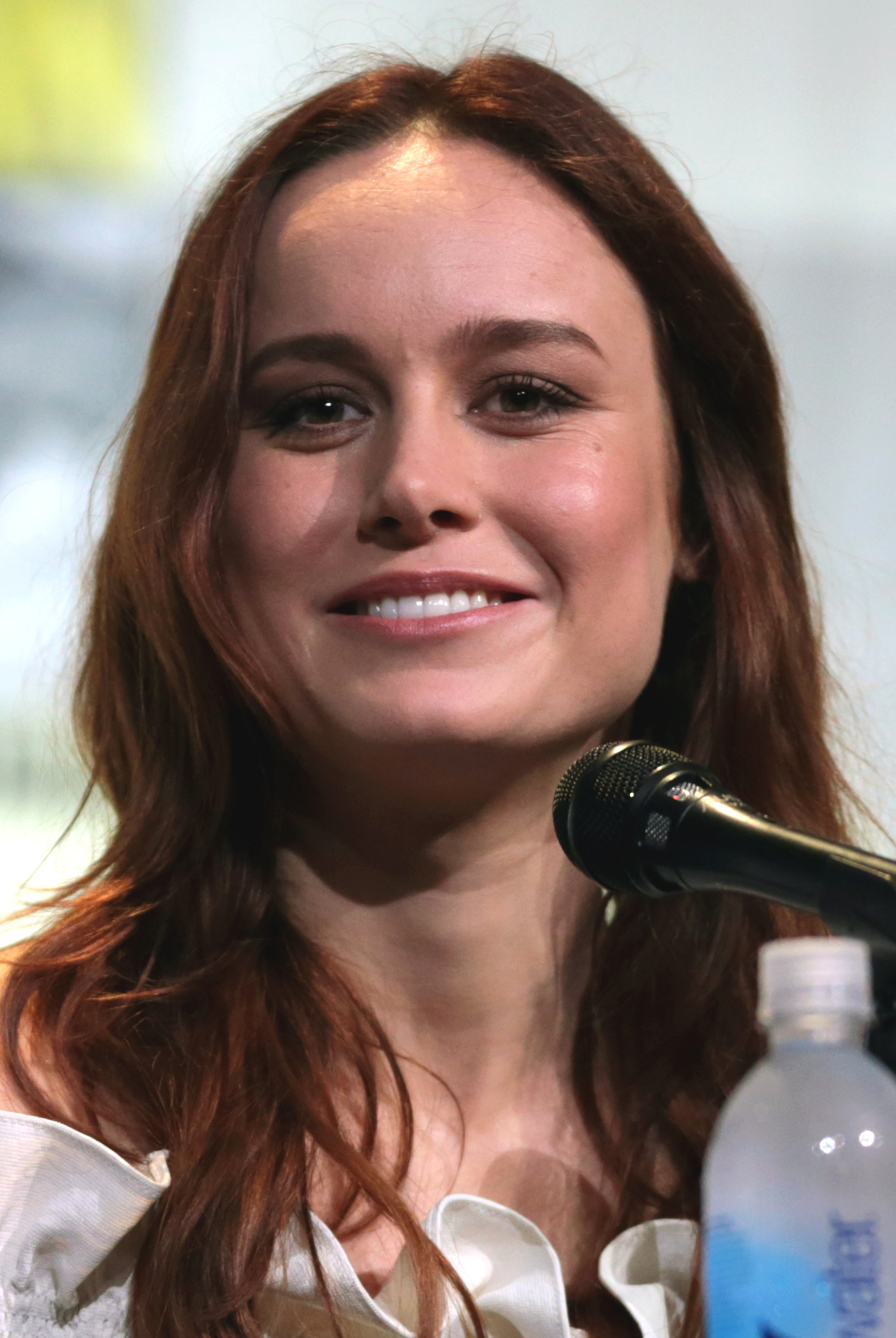
بری لارسون، برنده اجرای برجسته بازیگر زن در نقش اصلی

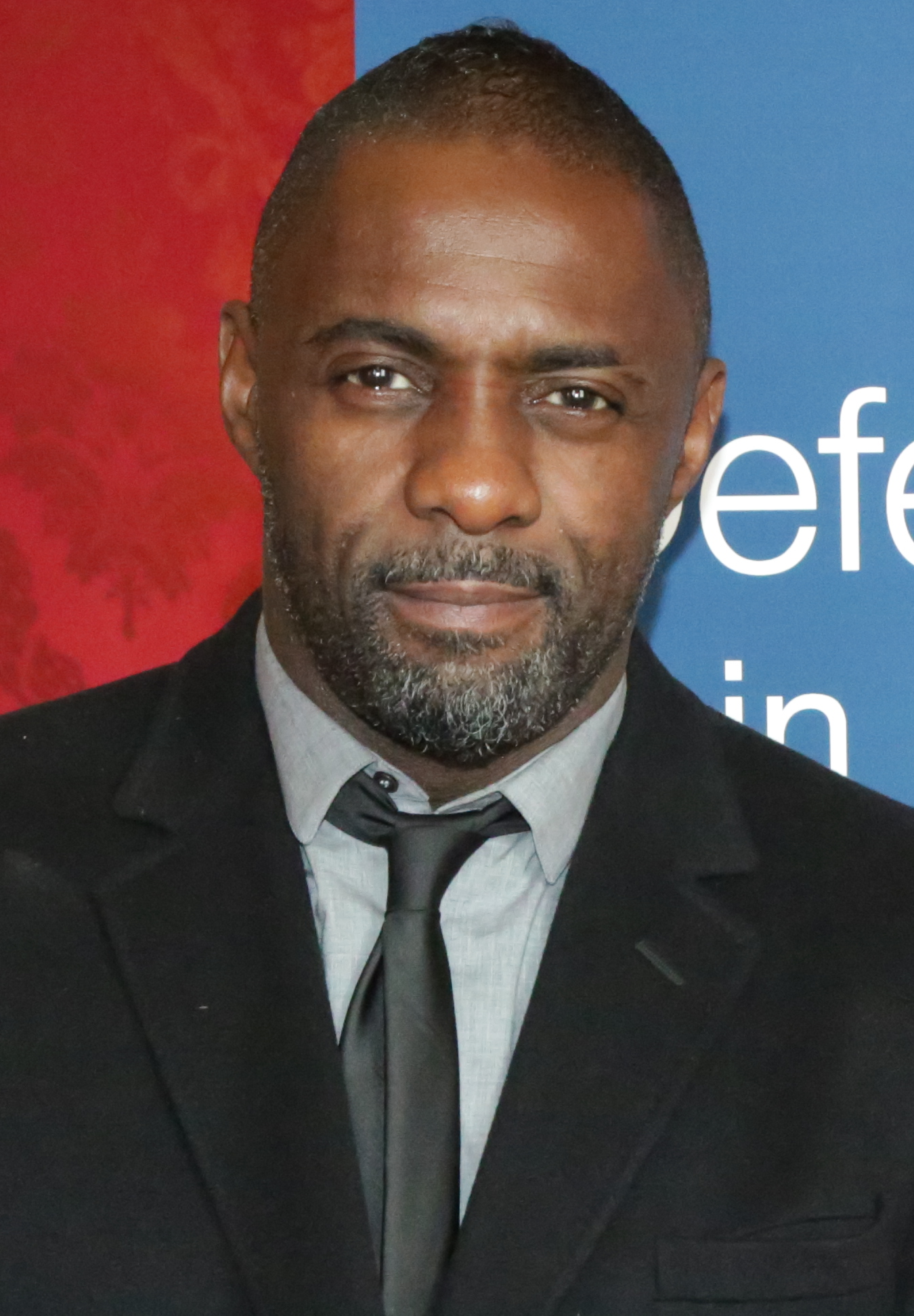
ادریس البا، برنده اجرای برجسته بازیگر مرد در نقش مکمل و مینی‌سریال یا تله‌فیلم

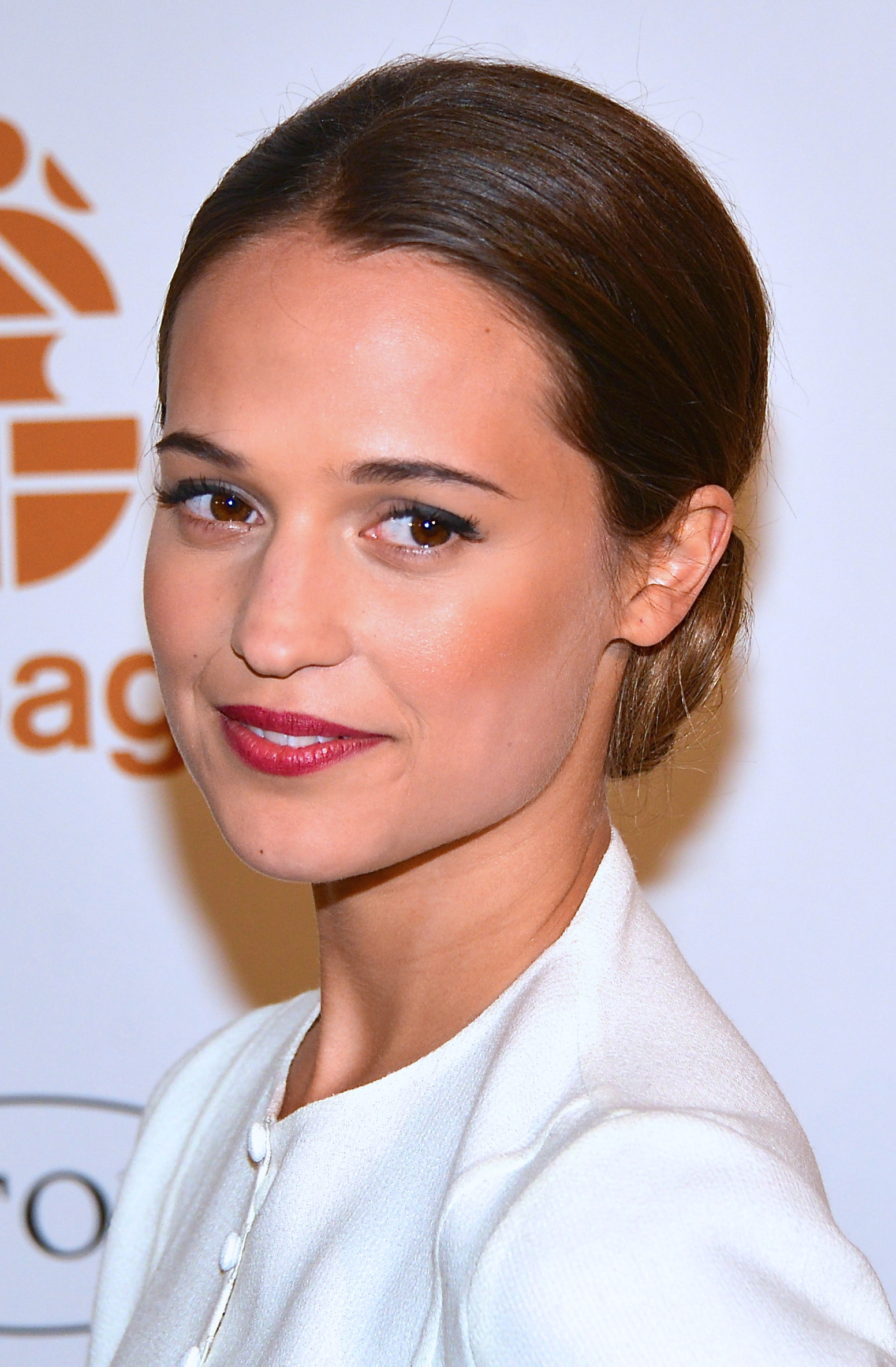
آلیسیا ویکاندر، برنده اجرای برجسته بازیگر زن در نقش مکمل

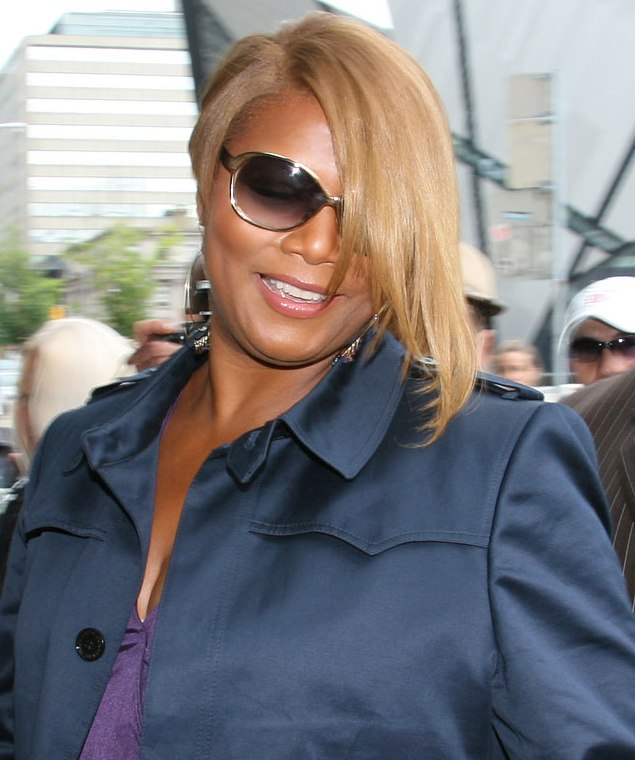
کویین لطیفه، برنده اجرای برجسته بازیگر زن در مینی‌سریال یا تله‌فیلم

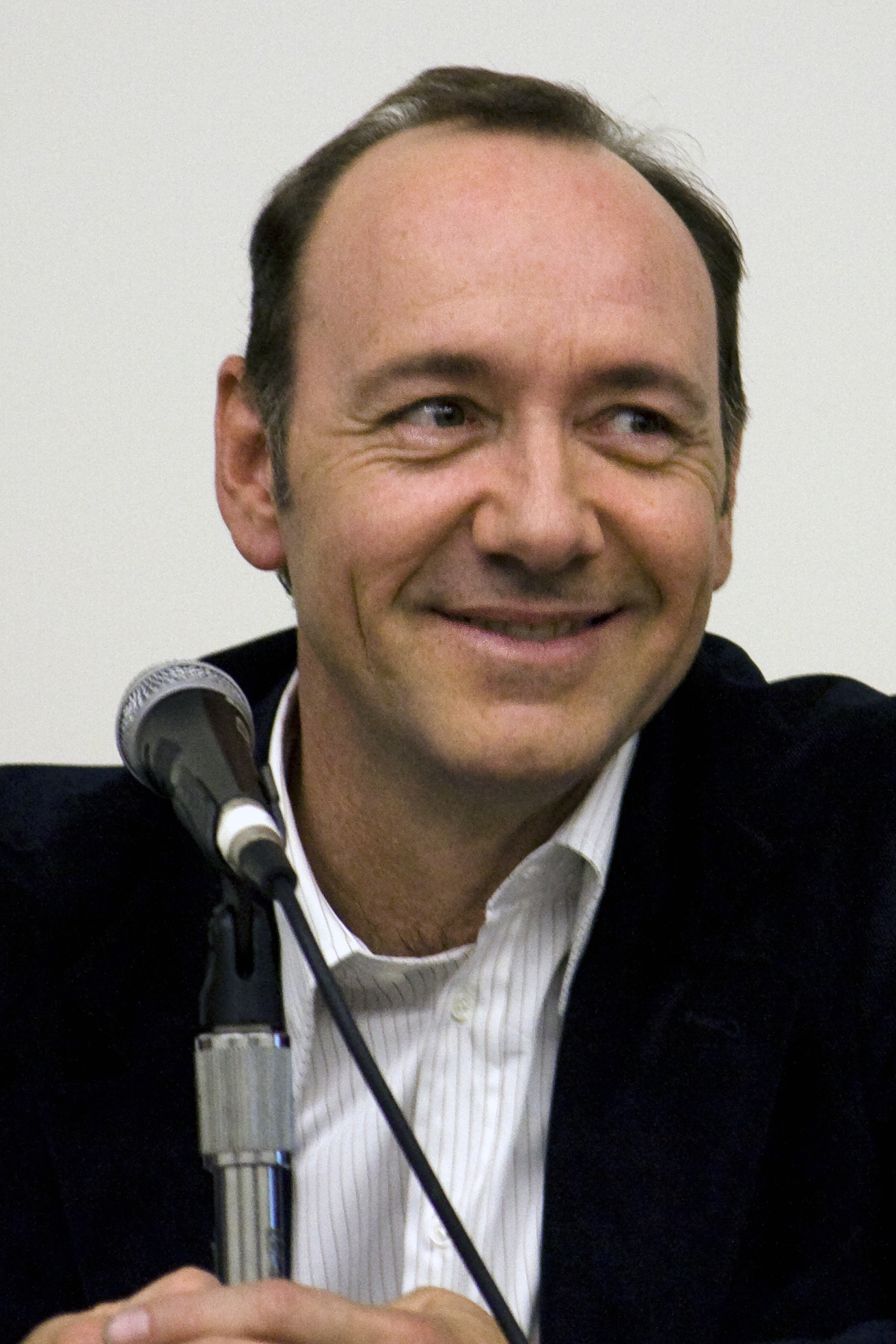
کوین اسپیسی، برنده اجرای برجسته بازیگر مرد در مجموعه تلویزیونی درام

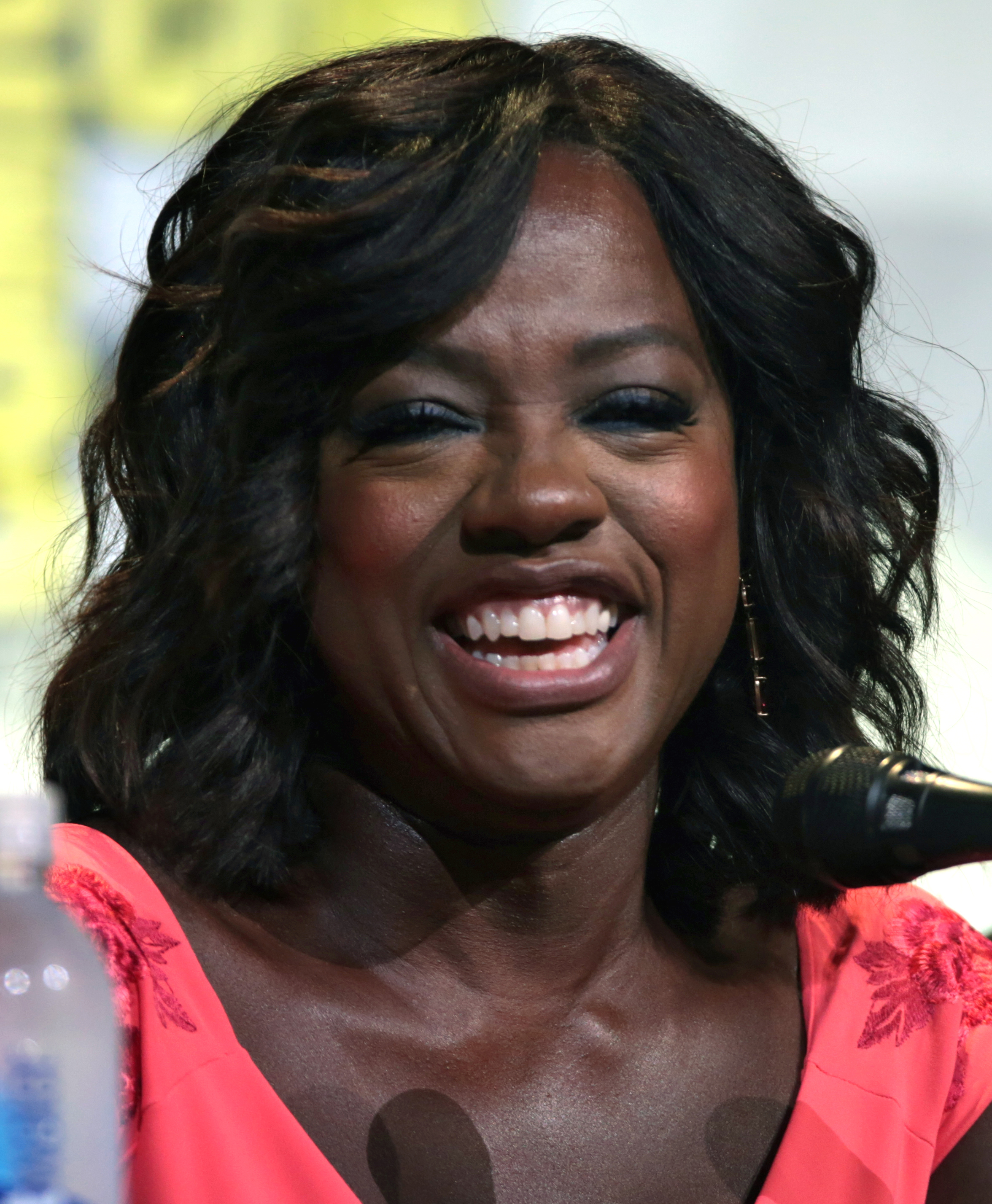
وایولا دیویس، برنده اجرای برجسته بازیگر زن در مجموعه تلویزیونی درام

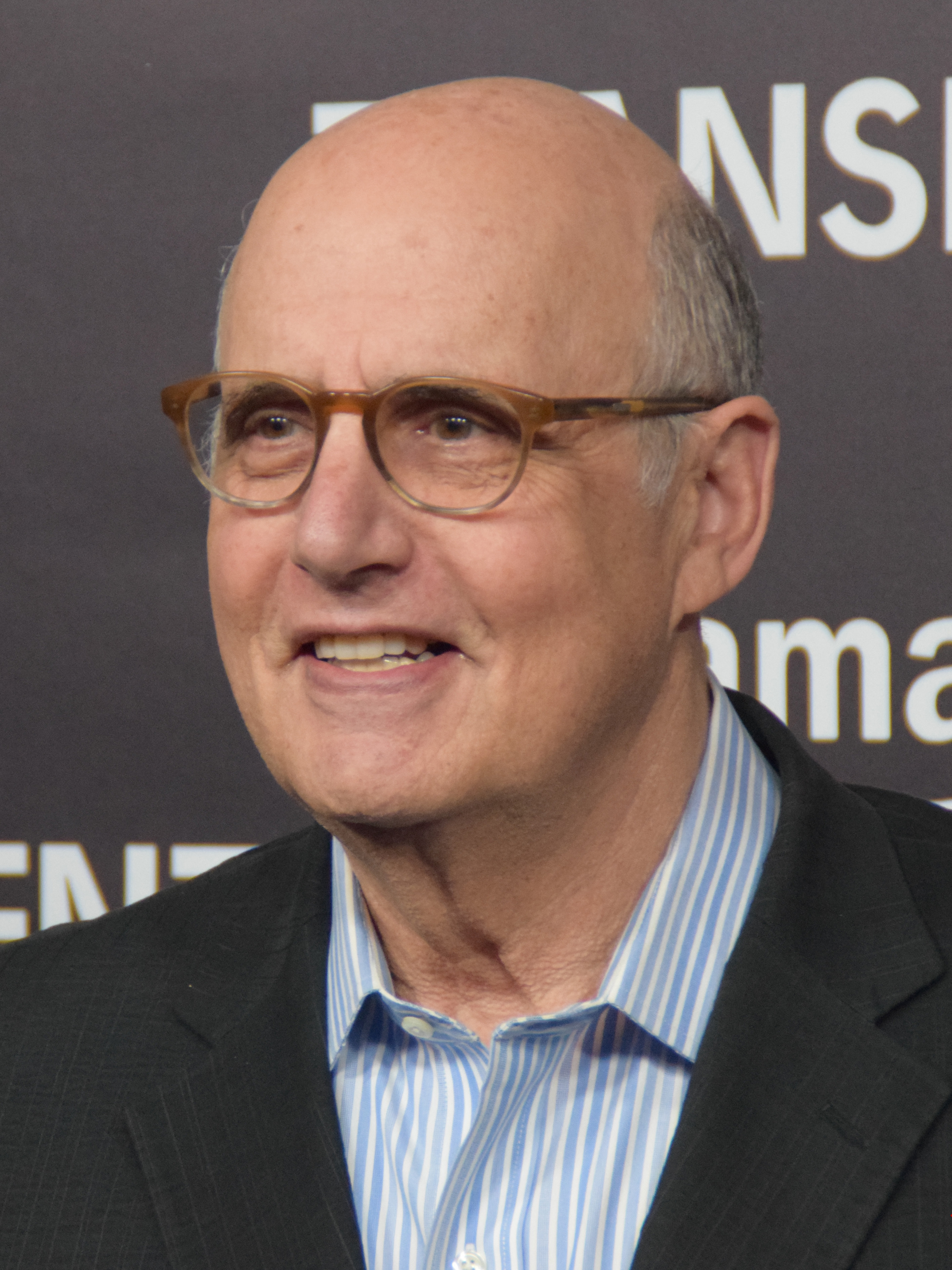
جفری تامبر، برنده اجرای برجسته بازیگر مرد در مجموعه تلویزیونی کمدی

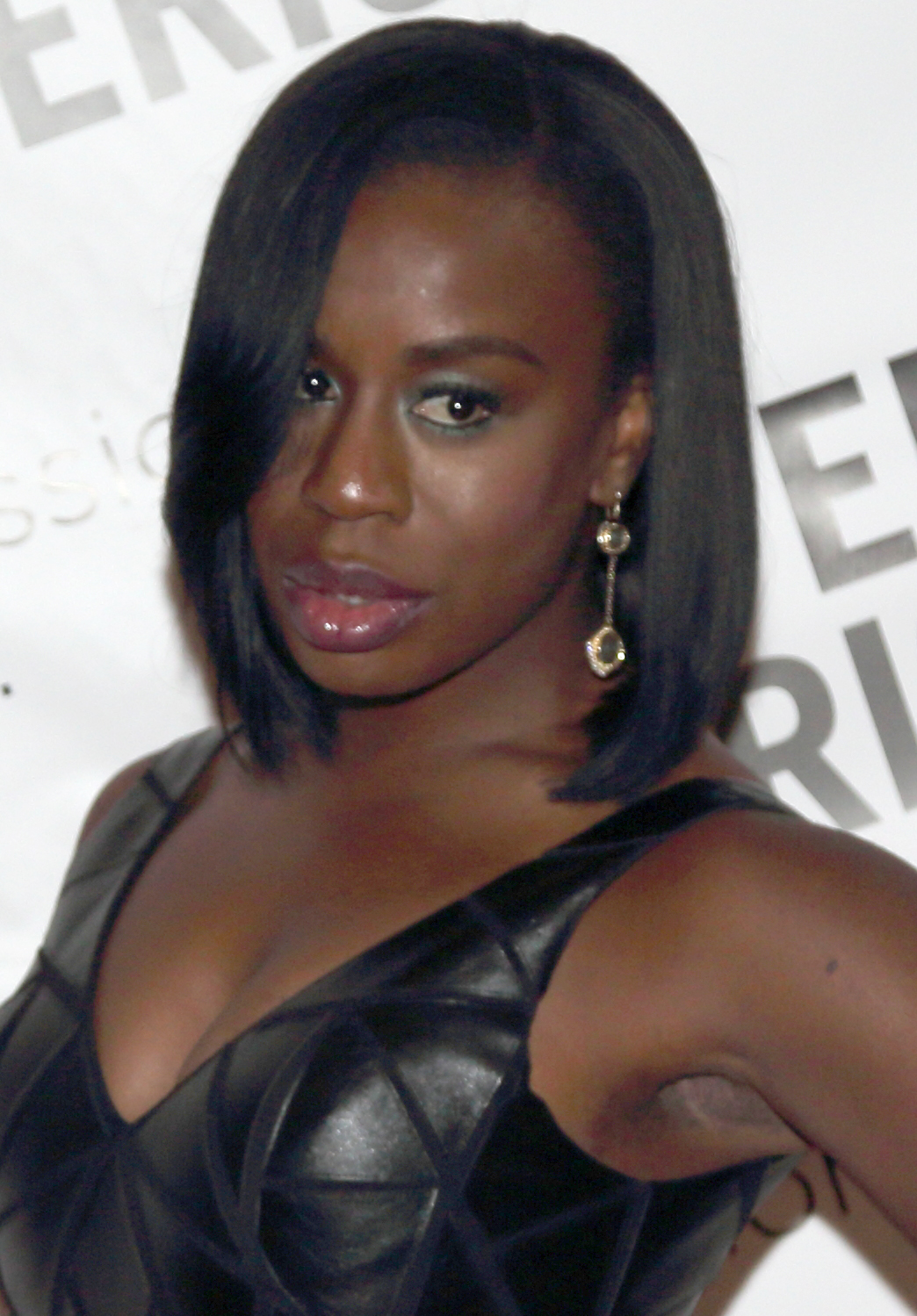
اوزو ادوبا، برنده اجرای برجسته بازیگر زن در مجموعه تلویزیونی کمدی

### فیلم
| اجرای برجسته بازیگر مرد در نقش اصلی | اجرای برجسته بازیگر زن در نقش اصلی |
| --- | --- |
| لئوناردو دی‌کاپریو – بازگشته در نقش هیو گلاس - برایان کرانستون – ترامبو در نقش دالتون ترامبو - جانی دپ – عشاء ربانی سیاه در نقش جیمز بالجر - مایکل فاسبندر – استیو جابز در نقش استیو جابز - ادی ردمین – دختر دانمارکی در نقش لیلی البه | بری لارسون – اتاق در نقش جوی «ما» نیوسام - کیت بلانشت – کارول در نقش کارول ایرد - هلن میرن – زن طلایی‌پوش در نقش ماریا آلتمن - سرشه رونان – بروکلین در نقش ایلیس لیسی - سارا سیلورمن – لبخند زدم در نقش الین "لینی" بروکس |
| اجرای برجسته بازیگر مرد در نقش مکمل | اجرای برجسته بازیگر زن در نقش مکمل |
| ادریس البا – جانوران بدون کشور در نقش فرمانده - کریستین بیل – رکود بزرگ در نقش مایکل باری - مارک رایلنس – پل جاسوس‌ها در نقش رودلف ایبل - مایکل شنون – ۹۹ خانه در نقش ریک کارور - جیکوب ترمبلی – اتاق در نقش جک نیوسام | آلیسیا ویکاندر – دختر دانمارکی در نقش گردا وگنر - رونی مارا – کارول در نقش تریس بلیوت - ریچل مک‌آدامز – اسپات‌لایت در نقش ساشا فایفر - هلن میرن – ترامبو در نقش هدا هاپر - کیت وینسلت – استیو جابز در نقش جوانا هافمن      |
| اجرای برجسته گروه بازیگران در یک فیلم | |
| اسپات‌لایت – بیلی کروداپ، برایان دارسی جیمز، مایکل کیتون، ریچل مک‌آدامز، مارک رافلو، لیو شرایبر، جان اسلتری و استنلی توچی - جانوران بدون کشور – آبراهام اتا، کرت اگیاوان و ادریس البا - رکود بزرگ – کریستین بیل، استیو کرل، رایان گاسلینگ، ملیسا لیو، همیش لینکلیتر، جان ماگارو، برد پیت، ریف اسپال، جرمی استرانگ، مریسا تومی و فین ویتراک - مستقیم از کامپتن – نایل براون جونیور، پل جیاماتی، کوری هاکینز، آلدیس هاج، اوشی جکسون جونیور و جیسون میچل - ترامبو – آدواله آکینویه آگباجه، لوئی سی.کی.، برایان کرانستون، دیوید جیمز الیوت، ال فانینگ، جان گودمن، داین لین، هلن میرن، مایکل استولبارگ و آلن تودیک | |
| اجرای برجسته گروه شیرین‌کاری در یک فیلم سینمایی | |
| مکس دیوانه: جاده خشم - اورست - خشمگین ۷ - دنیای ژوراسیک - مأموریت: غیرممکن – ملت یاغی | |

### تلویزیون
| اجرای برجسته بازیگر مرد در مینی‌سریال یا تله‌فیلم | اجرای برجسته بازیگر زن در مینی‌سریال یا تله‌فیلم |
| --- | --- |
| - ادریس البا – لوتر (بی‌بی‌سی آمریکا) در نقش کارآگاه سربازرس جان لوتر - بن کینگزلی – توت (اسپایک) در نقش آیی - ری لیوتا – قیام تگزاس (هیستوری) در نقش لورکا / تام میچل - بیل مری – کریسمس مری (نتفلیکس) در نقش خودش - مارک رایلنس – دالان گرگ (پی‌بی‌اس) در نقش تامس کرامول | - کویین لطیفه – بِسی (اچ‌بی‌او) در نقش بسی اسمیت - نیکول کیدمن – گریس موناکو (لایف‌تایم) در نقش گریس کلی - کریستینا ریچی – تاریخچه لیزی بوردن (لایف‌تایم) در نقش لیزی بوردن - سوزان ساراندون – زندگی مخفی مرلین مونرو (لایف‌تایم) در نقش گلدیس مورتنسون - کریستن ویگ – غنائم قبل از مردن (آی‌اف‌سی) در نقش دلورس دِوینتر      |
| اجرای برجسته بازیگر مرد در مجموعه تلویزیونی درام | اجرای برجسته بازیگر زن در مجموعه تلویزیونی درام |
| - کوین اسپیسی – خانه پوشالی (نتفلیکس) در نقش فرانک آندروود - پیتر دینکلیج – بازی تاج‌وتخت (اچ‌بی‌او) در نقش تیریون لنیستر - جان هم – مد من (ای‌ام‌سی) در نقش دون دراپر - رامی ملک – آقای ربات (یواس‌ای نتورک) در نقش الیوت الدرسون - باب ادنکیرک – بهتره با ساول تماس بگیری (ای‌ام‌سی) در نقش ساول گودمن | - وایولا دیویس – چگونه از مجازات قتل فرار کنیم (ای‌بی‌سی) در نقش آنلیز کیتینگ - کلر دینز – هوملند (شوتایم) در نقش کری متیسون - جولیانا مارگولیس – همسر خوب (سی‌بی‌اس) در نقش آلسیا فلوریک - مگی اسمیت – دانتون ابی (پی‌بی‌اس) در نقش ویولت - رابین رایت – خانه پوشالی (نتفلیکس) در نقش کلر آندروود                         |
| اجرای برجسته بازیگر مرد در مجموعه تلویزیونی کمدی | اجرای برجسته بازیگر زن در مجموعه تلویزیونی کمدی |
| - جفری تامبر – شفاف (پرایم ویدئو) در نقش مائورا فِفرمن - تای بورل – خانواده امروزی (ای‌بی‌سی) در نقش فیل دانفی - لوئی سی.کی. – لوئی (مجموعه تلویزیونی) (اف‌ایکس) در نقش لوئی - ویلیام اچ میسی – بی‌شرم (شوتایم) در نقش فرانک گالاگر - جیم پارسونز – تئوری بیگ بنگ (سی‌بی‌اس) در نقش شلدون کوپر | - اوزو ادوبا – نارنجی مد جدید است (نتفلیکس) در نقش سوزان «کریزی آیز» وارن - ادی فالکو – پرستار جکی (شوتایم) در نقش جکی پیتون - الی کمپر – کیمی اشمیت شکست‌ناپذیر (نتفلیکس) در نقش کیمی اشمیت - جولیا لوئی درایفوس – معاون رئیس‌جمهور (اچ‌بی‌او) در نقش سلینا مِیر - ایمی پولر – پارک‌ها و تفریحات (ان‌بی‌سی) در نقش لسلی ناپ |
| اجرای برجسته گروه بازیگران در مجموعه تلویزیونی درام | |
| - دانتون ابی (پی‌بی‌اس) – هیو بونه‌ویل، لورا کارمایکل، جیم کارتر، راکل کسیدی، برندن کویل، تام کالن، میشل داکری، کوین دویل، جوآن فروگات، لیلی جیمز، راب جیمز-کولیر، آلن لیچ، فیلیس لوگان، الیزابت مک‌گاورن، سوفی مک‌شرا، لزلی نیکل، جولین اوندن، دیوید راب، مگی اسمیت و پنلوپه ویلتون - بازی تاج‌وتخت (اچ‌بی‌او) – آلفی آلن، ایان بیتی، جان بردلی-وست، گوئندولین کریستی، امیلیا کلارک، مایکل کاندرن، نیکلای کاستر-والدو، بن کرمپتون، لیام کانینگهام، استیون دیلین، پیتر دینکلج، ناتالی دورمر، ناتالی امانوئل، تارا فیتزجرالد، جروم فلین، برایان فورچون، جوئل فرای، آیدان گیلن، ایان گلن، کیت هرینگتون، لینا هیدی، میخیل هایسمان، هانا موری، برناک اوکانر، دانیل پورتمن، ایوان ریان، اوون تیال، سوفی ترنر، کاریس فن هاوتن، میسی ویلیامز و تام ولاشیها - هوملند (شوتایم) – اف. موری آبراهام، اثیر عادل، کلر دینز، الکساندر فلینگ، روپرت فرند، نینا هوس، رنه دیوید ایفراه، مارک ایوانیر، سباستیان کخ، میراندا اتو، مندی پتینکین و سارا سوکولوویچ - خانه پوشالی (نتفلیکس) – ماهرشالا علی، درک سسیل، ناتان دارو، مایکل کلی، الیزابت مارول، مالی پارکر، جیمی سیمپسون، کوین اسپیسی و رابین رایت - مد من (ای‌ام‌سی) – سولا بامیس، استفانی دریک، جی آر فرگوسن، بروس گرینوود، جان هم، کریستینا هندریکس، جنیوری جونز، وینسنت کارتیسر، الیزابت ماس، کوین رام، کرنان شیپکا، جان اسلتری، ریچ سومر، آرون استیتن و میسون ویل کاتن | |
| اجرای برجسته گروه بازیگران در مجموعه تلویزیونی کمدی | |
| - نارنجی مد جدید است (نتفلیکس) – اوزو ادوبا، مایک بیربیگلیا، مارشا استفانی بلیک، دانیل بروکس، لاورن کاکس، جکی کروز، کاترین کرتین، لی دلاریا، بث فاولر، کیمیکو گلن، آنی گلدن، دایان گررو، مایکل هارنی، ویکی جودی، لورن لپکس، سلنیس لیوا، تارین منینگ، جوئل مارش گارلند، آدرین مور، کیت مولگرو، اما مایلز، مت پیترس، لوری پتی، جسیکا پیمنتل، داشا پولانکو، لورا پرپون، الیزابت رودریگز، روبی رز، نیک ساندو، ابیگل سوِج، تیلور شیلینگ، کانستنس شولمن، دیل سولس، یائل استون و سمیرا وایلی - تئوری بیگ بنگ (سی‌بی‌اس) – ماییم بیالیک، کیلی کوئوکو، جانی گالکی، سایمون هلبرگ، کونال نایر، جیم پارسونس و ملیسا راوش - کی اند پیل (کمدی سنترال) – کیگان-مایکل کی و جوردن پیل - خانواده امروزی (ای‌بی‌سی) – آئوبری اندرسون-امونز، جولی بوون، تای بارل، جسی فرگوسن، نولان گلد، سارا هایلند، اد اونیل، ریکو رودریگز، اریک استون استریت، سوفیا ورگارا و آریل وینتر - شفاف (پرایم ویدئو) – الکساندرا بلینگ، کری براونستین، جی دپلاس، کاترین هان، گبی هافمن، چری جونز، ایمی لندکر، جودیت لایت، هری نف، امیلی رابینسون و جفری تامبور - معاون رئیس‌جمهور (اچ‌بی‌او) – دایدریچ بیدر، سوفی بردشو، آنا کلامسکی، گری کول، کوین دان، تونی هیل، هیو لوری، جولیا لوئیس دریفوس، فیل ریوس، سم ریچاردسون، رید اسکات، تیموتی سیمونز، سارا ساترلند و مت والش                                                                               | |
| اجرای برجسته گروه شیرین‌کاری در یک مجموعه تلویزیونی | |
| - بازی تاج‌وتخت (اچ‌بی‌او) - فهرست سیاه (ان‌بی‌سی) - دردویل (نتفلیکس) - هوملند (شوتایم) - مردگان متحرک (ای‌ام‌سی) | |

### جایزه یک عمر دستاورد هنری انجمن بازیگران فیلم
- کارول برنت

## به یاد ماندنی
سوزان ساراندون بخش «به یاد ماندنی»، بزرگداشت زندگی و پیشه بازیگران درگذشته در سال ۲۰۱۵ را معرفی کرد:
- عمر شریف
- آنیتا اکبرگ
- تئودور بیکل
- بتسی پالمر
- تیلور نگرون
- ان میرا
- راد تیلور
- دین جونز
- وین راجرز
- پت هرینگتون جونیور
- مارج رویس
- مارتین میلنر
- دونا داگلاس
- استن فربرگ
- ویندل میدلبروکز
- جرج کو
- جان کانل
- کریستوفر لی
- لیزابث اسکات
- دیکی مور
- کورنبرگ ریس
- لوئی ژوردان
- گری اونس
- دیک وان پاتن
- جفری لوئیس
- ریچارد دیسارت
- دیوید بویی
- پل نیپیر
- الیزابت ویلسون
- جک لارسون
- ناتالی کول
- جودی کارنی
- رابرت لوجا
- جین مدوز
- آلکس روکو
- آل مولینارو
- پاتریک مکنی
- فرد تامپسون
- دیوید کاناری
- مارجوری لرد
- مورین اوهارا
- آلن ریکمن
- لئونارد نیموی